# Der Polizeibeamte
Der Polizeibeamte, Zeitung der revolutionären Polizeibeamten Preußens, war eine kommunistische Zeitung der KPD für Polizeibeamte während der Weimarer Republik. Sie erschien erstmals 1926 und wurde 1933 verboten. Zeitungen der KPD, die sich ebenfalls an Polizeibeamte richteten, waren: Der rote Gummiknüppel, Der rote Schupo und Großer Alarm. Gedruckt wurde die Ausgabe Nr. 2 vom April 1932 beim Verlag Reltih & Reneorg, Berlin.
Die erste Ausgabe (Nr. 1) vom März 1930, erschien in einer Auflage von 20.000 Exemplaren. Verantwortlich für den Inhalt der Ausgabe Nr. 2 von April 1932 zeichnete Reves.